# Jüdischer Friedhof (Hochberg)

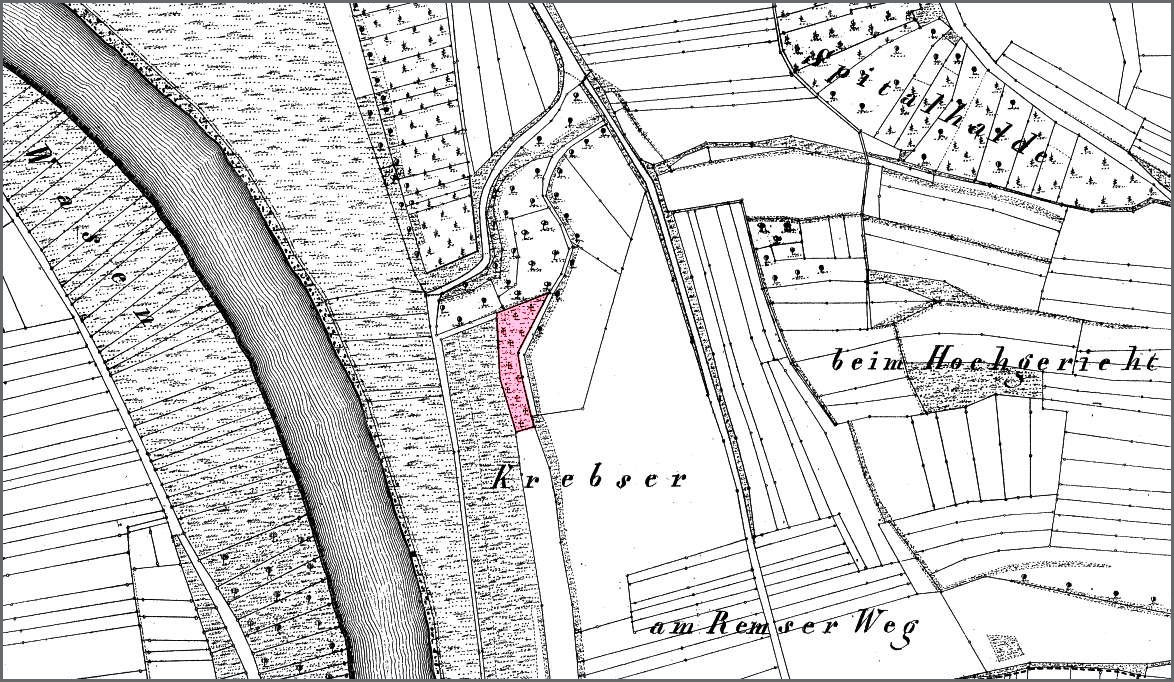
Lage des Friedhofs auf der württembergischen Flurkarte NO–XXXVI–15 von 1832 (Ausschnitt mit nachtr. Einfärbung)

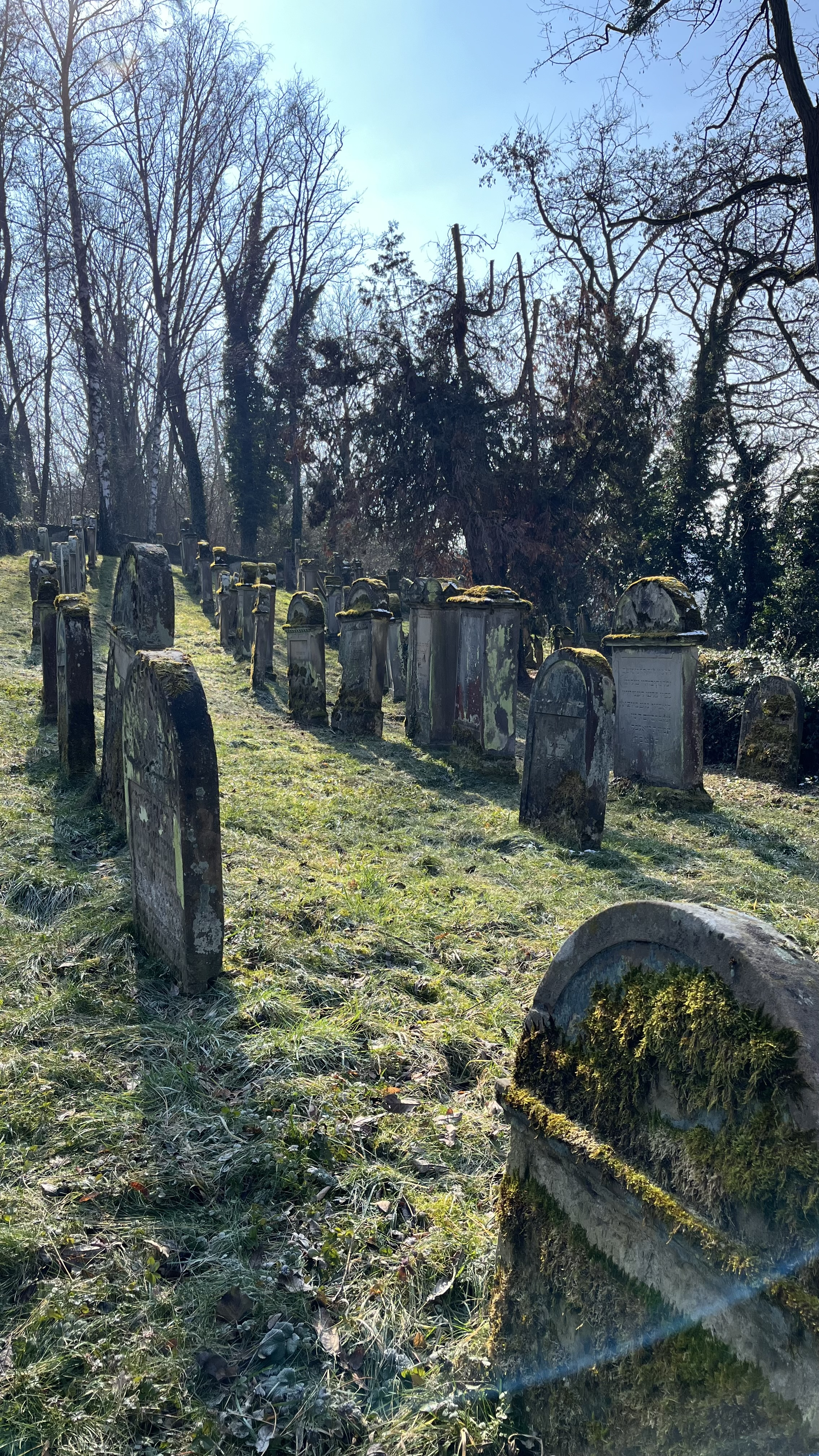
Grabreihen

Der Jüdische Friedhof Hochberg ist ein 1795 angelegter und bis 1925 genutzter jüdischer Friedhof bei Hochberg, einem Stadtteil von Remseck am Neckar im Landkreis Ludwigsburg in Baden-Württemberg. Der Friedhof ist ein geschütztes Kulturdenkmal und liegt südlich des Stadtteils auf einer Hochterrasse über dem Neckar. 
Er umfasst rund 250 Grabsteine und spiegelt somit das Leben und die Geschichte der jüdischen Gemeinden der heutigen Remsecker Ortsteile Hochberg und Aldingen sowie zeitweise einiger weiterer Gemeinden wider. Er ist heute ein Ort der Ruhe und des Gedenkens sowie ein Mahnmal gegen das Vergessen.

## Anordnung
Die Gräber auf dem jüdischen Friedhof Hochberg sind in chronologischer Reihenfolge angelegt. Frauen und Männer wurden traditionell getrennt beigesetzt, mit Ausnahme von Ehepaaren. Es gibt auf dem Friedhof kein gesondertes Gräberfeld für Kinder und verstorbene Wöchnerinnen. Die Kinder wurden bei ihren Eltern beigesetzt. Später, als die Gemeinde mehr Geld hatte, entstanden vereinzelt Kindergräber. 
Der Friedhof ist von einer Mauer umgeben, die ihn schützt und das unbefugte Betreten verhindert. Ein Totenhäuschen, das einst existierte, ist auf dem Friedhof nicht mehr vorhanden.

## Geschichte
Seit 1772 bestand eine jüdische Gemeinde in Hochberg. Im Jahr 1795 wurde hier daher ein jüdischer Friedhof angelegt – nicht erst 1808, wie früher angenommen wurde. Die Genehmigung zum Kauf des Grundstücks wurde am 9. Juli 1795 durch den herzoglichen Rat erteilt. Die Kaufsumme betrug 125 Gulden. Zusätzlich mussten die auf dem Grundstück liegenden Lasten und Abgaben abgelöst werden. Auch die Pächter, die für das Grundstück zuvor Bau-, Besserungs- und Saatkosten aufgewendet hatten, wurden dementsprechend entschädigt.
Beerdigt wurden auf dem jüdischen Friedhof in Hochberg die Mitglieder der jüdische Gemeinde des Dorfs. Außerdem bestattet wurden hier auch die Angehörigen der bis 1872 bestehenden jüdischen Gemeinde Aldingen. Weitere Gemeinden nutzten den Friedhof, wie etwa die jüdische Gemeinde Ludwigsburg bis zur Anlage des dortigen Friedhofs im Jahr 1870, ebenso die Gemeinden von Cannstatt und Stuttgart bis ein Teil des Hoppenlaufriedhofs ab 1834 für israelitische Bestattungen genutzt wurde. In den Jahren 1812 und 1826 kam es zu Erweiterungen des jüdischen Friedhofs, auch aufgrund des Wachstums der jüdischen Gemeinde in Hochberg, aber auch durch die Mitnutzung des Friedhofs von den oben genannten Gemeinden. 
Wohl zu den ersten, die auf dem Friedhof beigesetzt wurden, gehörte der 1727 geborene Hochberger Schutzjude Abraham Gideon, der am 27. Dezember des Jahres 1796 verstarb. Die jüdische Gemeinde Hochbergs, die sich seit der zweiten Hälfte des 19. Jahrhunderts durch Ab- und Auswanderungen zunehmend verkleinert hatte, wurde 1914 aufgelöst. Die letzten Beisetzungen in den rund 250 Gräbern Hochbergs stammen aus dem Jahre 1925. Das jüngste, bekannte Grab auf dem Friedhof ist die Frau von Adolf Falk, Karoline Falk, die 1925 beigesetzt wurde.

### Zerstörung des Friedhofs in der NS-Zeit

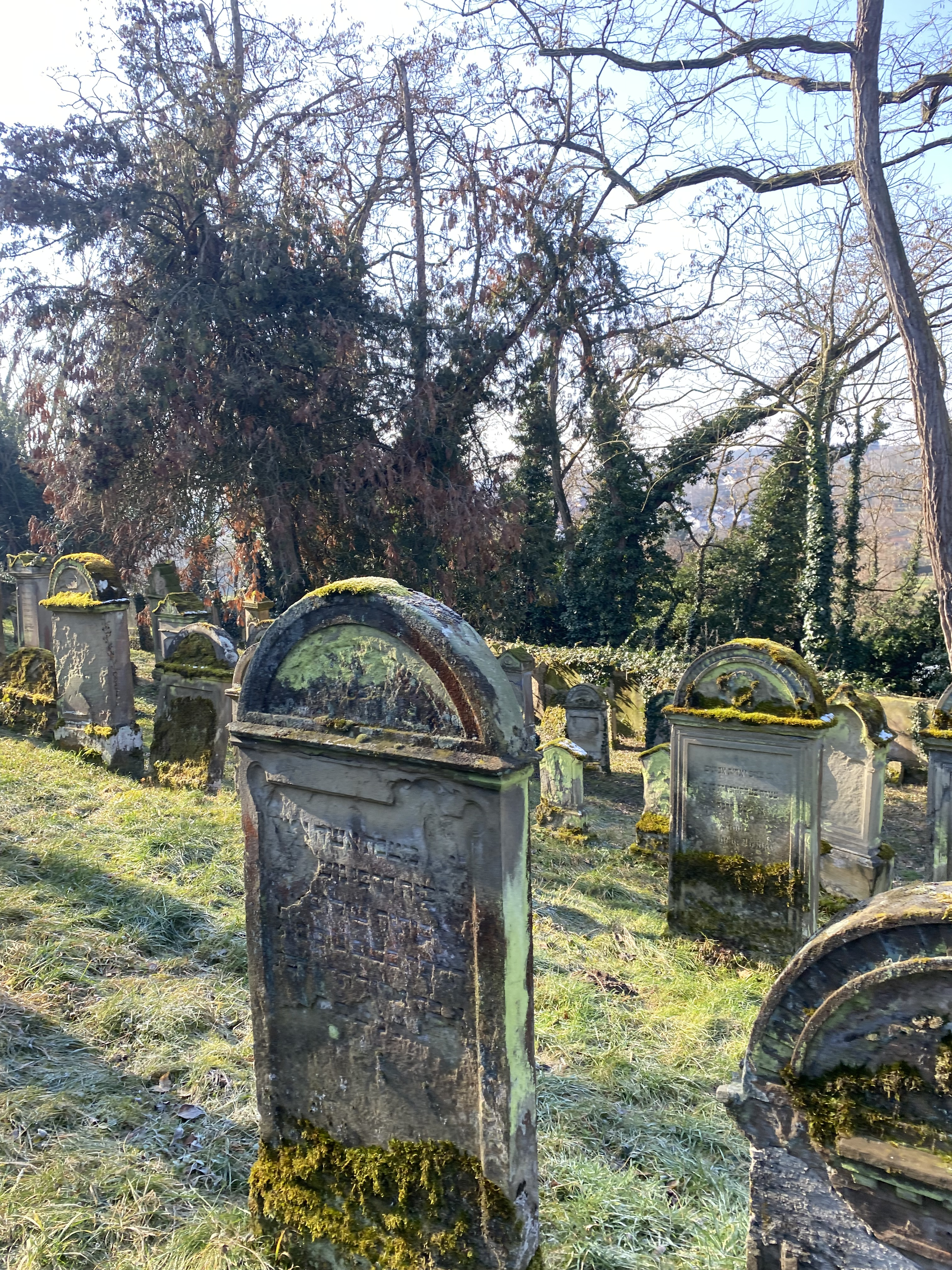
Jüdischer Friedhof

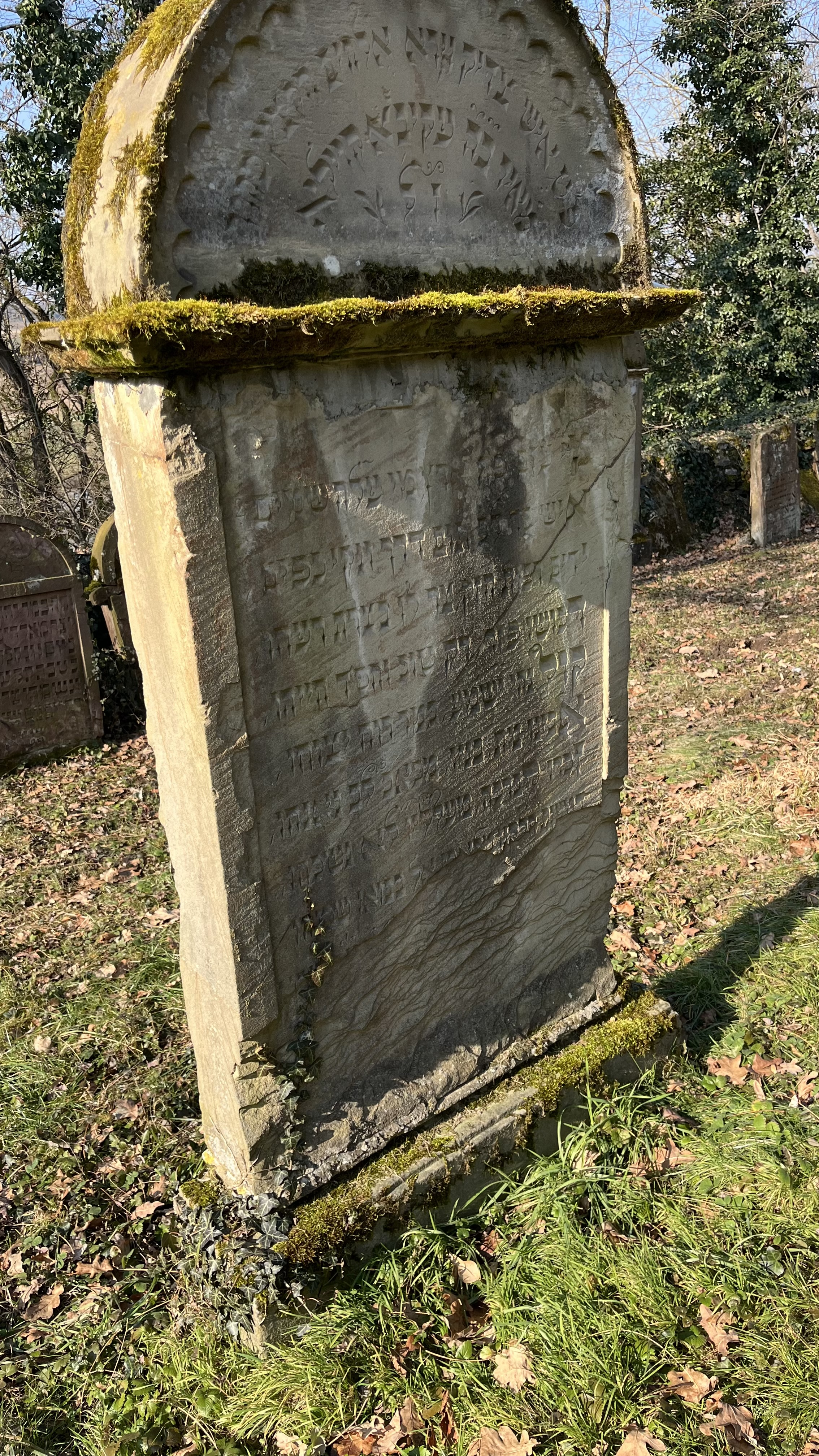
Beschädigter Grabstein

Während die Hochberger Synagoge in der Reichspogromnacht vom 9. auf den 10. November 1938 durch das eingreifen couragierter Bürger verschont blieb, wurde der Friedhof Ziel von Vandalismus und Zerstörung. Lokale Nationalsozialisten drangen auf das Gelände ein, stießen zahlreiche Grabsteine um und hinterließen eine Spur der Verwüstung. Dies war Teil der systematischen Verfolgung und Entrechtung der jüdischen Bevölkerung in Deutschland, die in den Jahren darauf zur Deportation und Ermordung zahlreicher jüdischer Bürger führte.
In den folgenden Jahren setzte der natürliche Verfall ein, doch die gezielte Zerstörung in der NS-Zeit hinterließ deutlich sichtbare Spuren. Viele Grabsteine wurden umgestürzt, beschädigt oder blieben in Bruchstücken zurück. Fotografien aus dem Jahr 1932 belegen, dass einige Steine damals noch unversehrt waren, während nach der NS-Zeit ganze Reihen gravierender Beschädigungen zu verzeichnen waren.

### Wiederherstellung unter alliierter Anordnung
Nach dem Ende des Zweiten Weltkriegs nahmen die Alliierten die Wiederherstellung zerstörter jüdischer Stätten in die Hand. Die amerikanische Militärregierung ordnete 1946 an, dass Mitglieder der NSDAP und der Hitlerjugend, die sich an der Zerstörung beteiligt hatten, die Schäden am Friedhof beheben mussten. In einem offiziellen Erlass wurde festgelegt, dass die Gräber wieder an ihren ursprünglichen Platz zurückgebracht, Mauern repariert und der Friedhof in einen würdigen Zustand versetzt werden sollte. Die Arbeit wurde als Sühneleistung auferlegt, wobei die Täter bis zu 60 Tage Arbeitsdienst leisten mussten, ohne Anspruch auf Bezahlung.

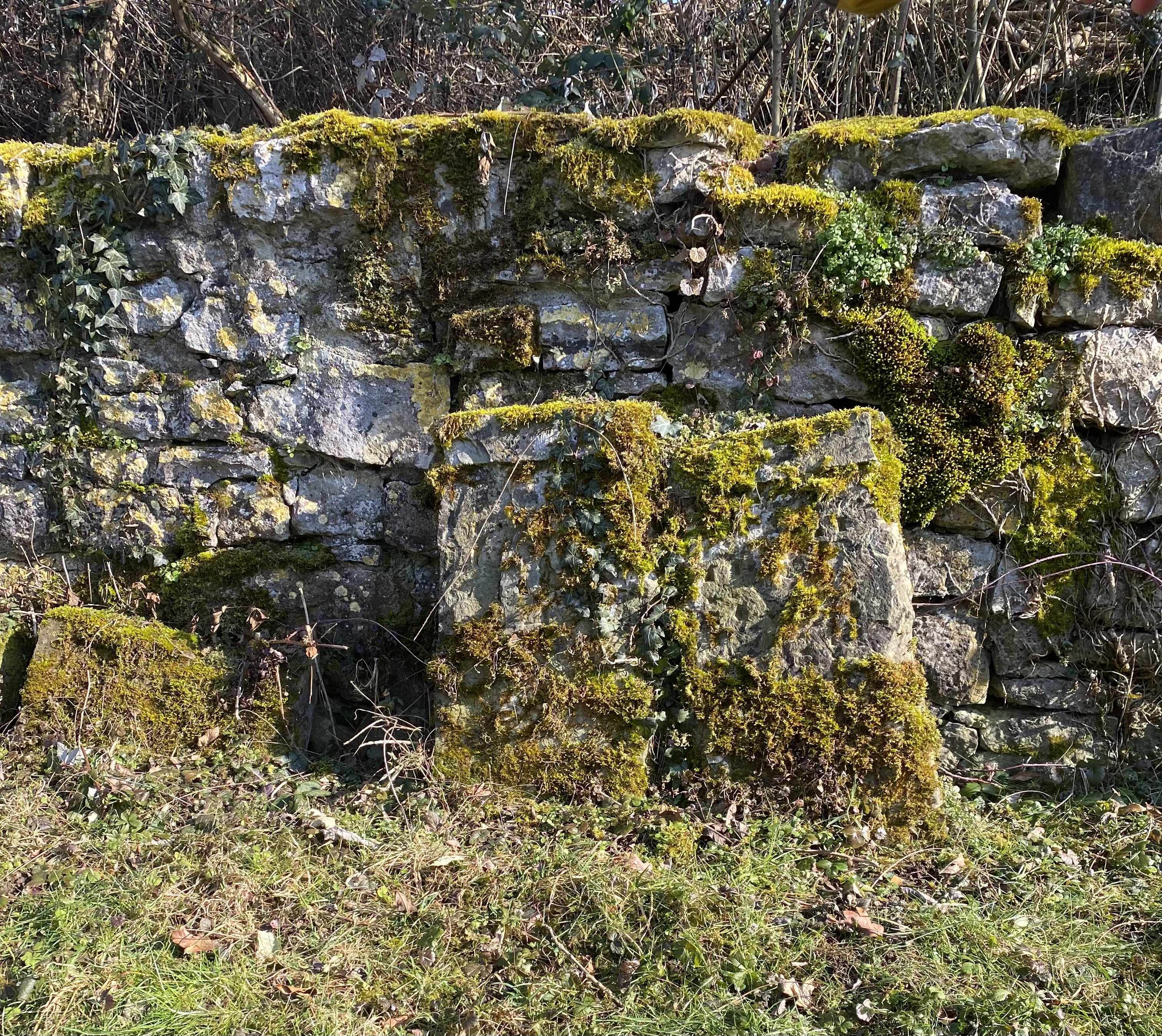
Grabsteinfragmente, die in der Friedhofsmauer gefunden wurden

Dennoch konnte nicht alles vollständig wiederhergestellt werden. Grabsteinfragmente wurden später in der Friedhofsmauer gefunden, was darauf hindeutet, dass nicht alle Steine zurück an ihren ursprünglichen Platz gebracht werden konnten. Die Fragmente wurden nicht korrekt zusammengefügt. Auch andere Steine scheinen in ihrer heutigen Position nicht der ursprünglichen Anordnung zu entsprechen, was zeigt, dass die Rekonstruktion trotz aller Bemühungen nur teilweise gelang.

## Ein neuer Fund: Ein weiteres Grabsteinfragment
Im Zuge von Restaurierungsarbeiten an der nordöstlichen Umfassungsmauer des Friedhofs wurden 2017 die Grundmauern des ehemaligen Taharahäuschens freigelegt. Dieses Waschhaus diente einst der rituellen Reinigung der Verstorbenen vor ihrer Beisetzung. Bei diesen Arbeiten wurde ein bisher unbekanntes Grabsteinfragment entdeckt.
Das gefundene Fragment stellt die untere Hälfte eines Grabsteins dar. Drei Zeilen der Inschrift sind noch lesbar, jedoch war die erste Zeile bislang nicht zu entziffern. Die zweite Zeile enthält eine Wendung, die sinngemäß mit „… frage ihre eingebundene Seele“ übersetzt werden kann. Die dritte Zeile zeigt eine traditionelle Abkürzung, die auf jüdischen Grabsteinen stets das Ende der Inschrift bildet. Sie verweist auf 1. Samuel 25,29 und bedeutet: „Seine/Ihre Seele möge eingebunden sein in das Bündel des Lebens.“
Leider fehlt gerade der obere Teil des Grabsteins, der normalerweise den Namen und das Sterbedatum der verstorbenen Person enthält. Daher konnte das Fragment bislang keiner bestimmten Person zugeordnet werden. Zudem bleibt ungeklärt, warum dieses Steinfragment abseits der übrigen Grabstätten stand.
Bekannt ist, dass 1945 viele Grabsteine, die während der NS-Zeit vom Friedhof den Neckarhang hinuntergestürzt worden waren, wieder zurückgebracht und aufgestellt wurden. Möglicherweise wurde dieses Fragment erst später gefunden und provisorisch an seinem heutigen Standort abgelegt.